# Thales Alenia Space

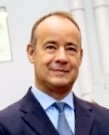
Jean-Loïc Galle

Thales Alenia Space es el mayor fabricante de satélites europeo. Emplea a más de 7000 personas, repartidas en 11 emplazamientos industriales en 5 países (Francia, Italia, España -Thales Alenia Space España-, Bélgica y los Estados Unidos). 
La actual compañía que fue constituida hace más de treinta años, es el resultado de la compra por parte del Grupo Thales de la participación que poseían Alcatel y Telespazio en la empresa Alcatel Alenia Space. La operación fue aprobada por la Comisión Europea en abril de 2007. Desde entonces, la compañía pasa a denominarse Thales Alenia Space y junto con Telespazio, forman la 'Alianza Espacial'. 
Pertenece a Thales Group, que está presente en más de 40 países en todo el mundo, repartidos por las regiones de América del Norte, Latinoamérica, Asia-Pacífico, Eurasia, Europa, la zona de Oriente Medio y África.

## Actividades
La compañía construyó los módulos de logística de usos múltiples, que se utilizaron para transportar carga dentro de los transbordadores espaciales. También construyó varios módulos para la Estación Espacial Internacional: la Cúpula, el Columbus, Harmony, el Tranquility y el MPLM Leonardo. También construyó los recipientes a presión para el vehículo de transferencia automatizada (ATV) y la nave espacial Cygnus.

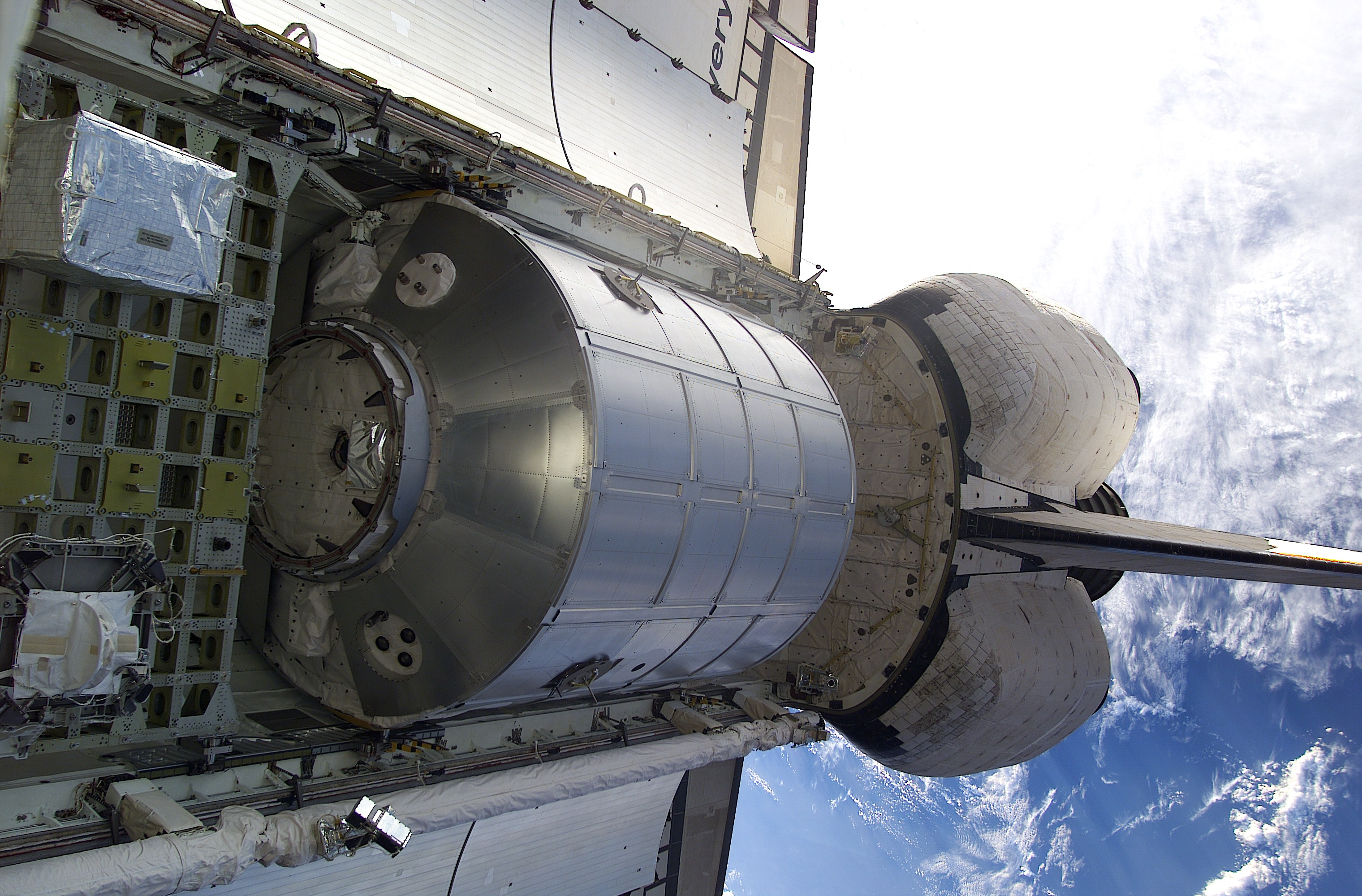
Un módulo logístico multiuso dentro del Space Shuttle Discovery.
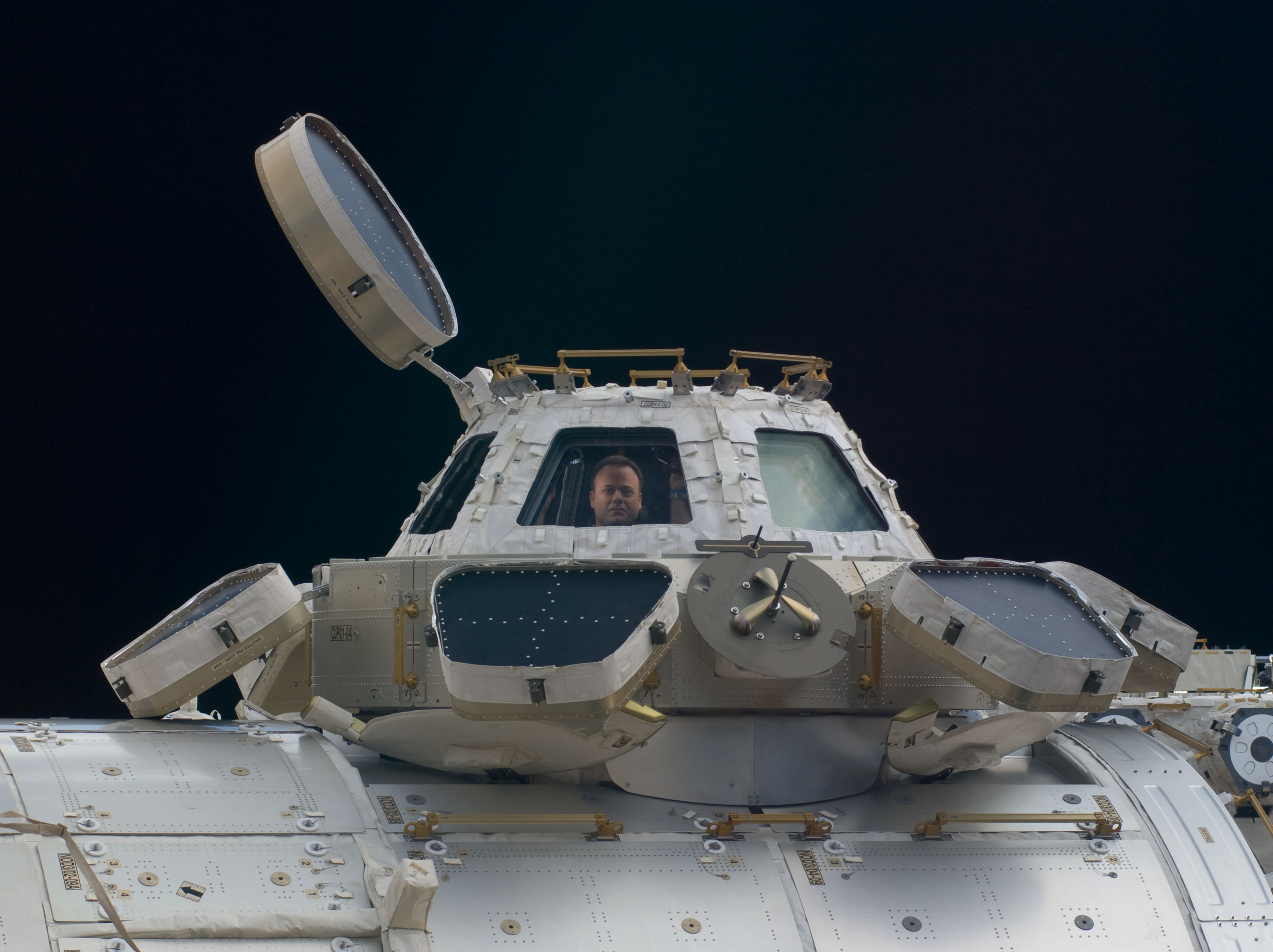
Cúpula ISS
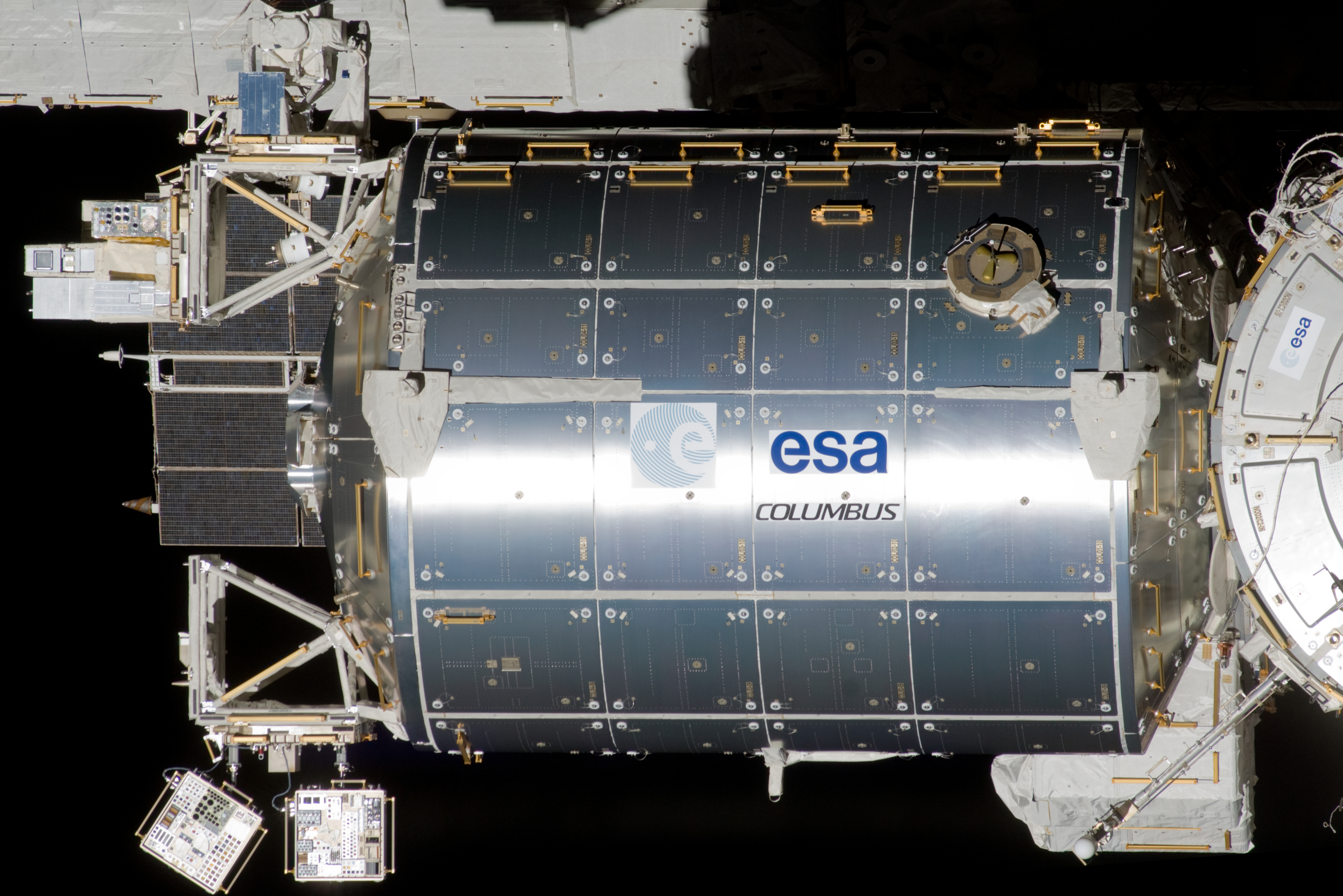
Módulo Columbus
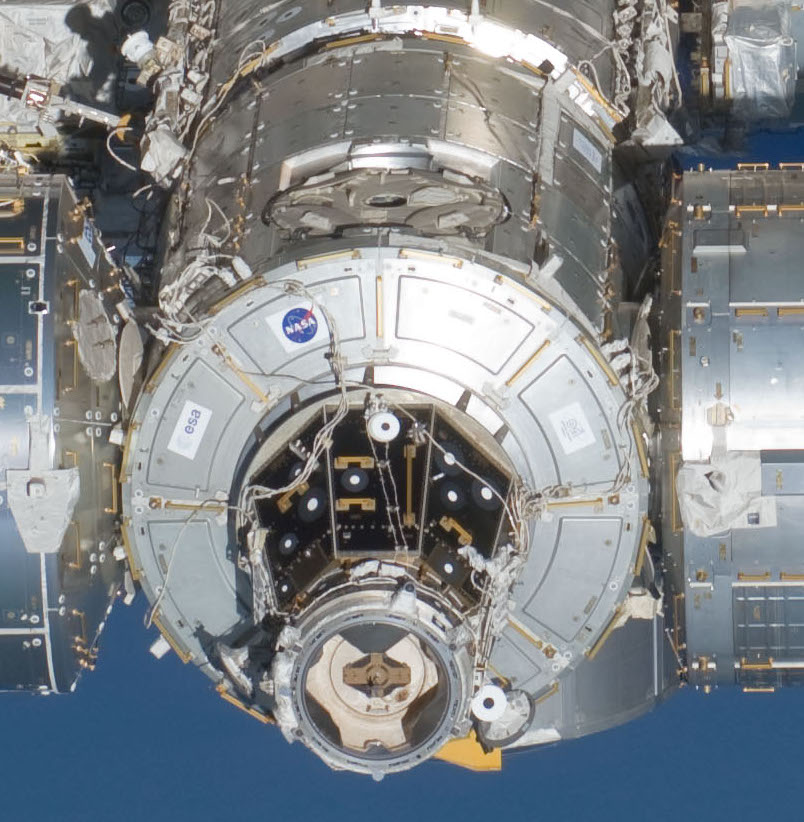
Módulo Harmony
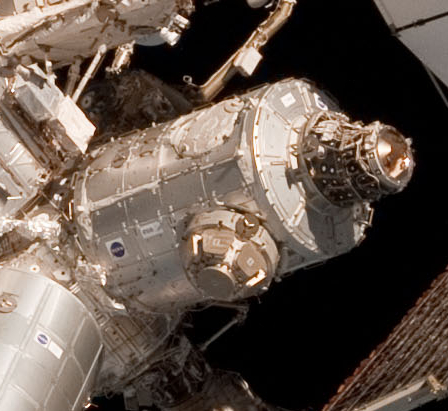
Módulo Tranquility
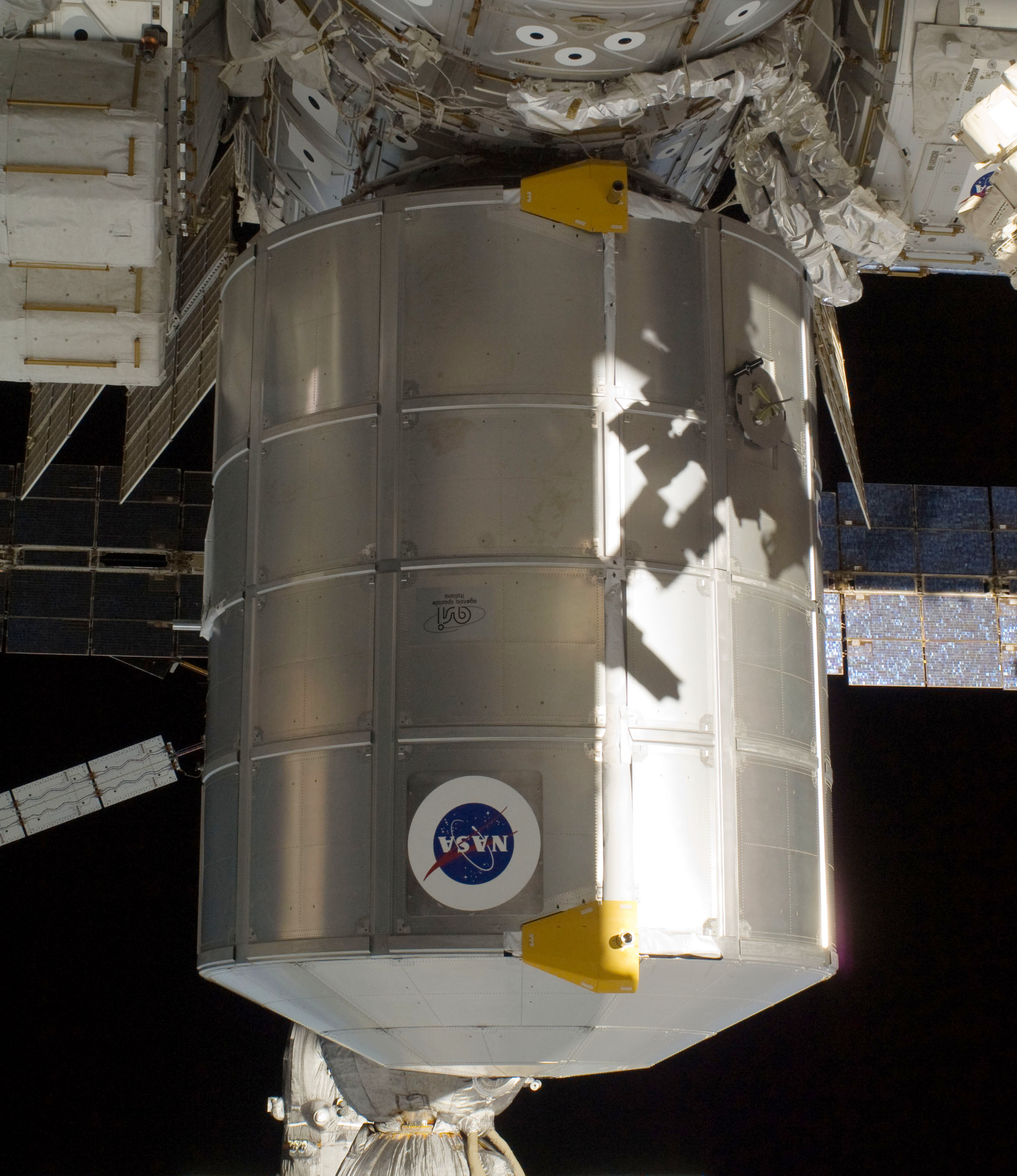
Módulo Leonardo
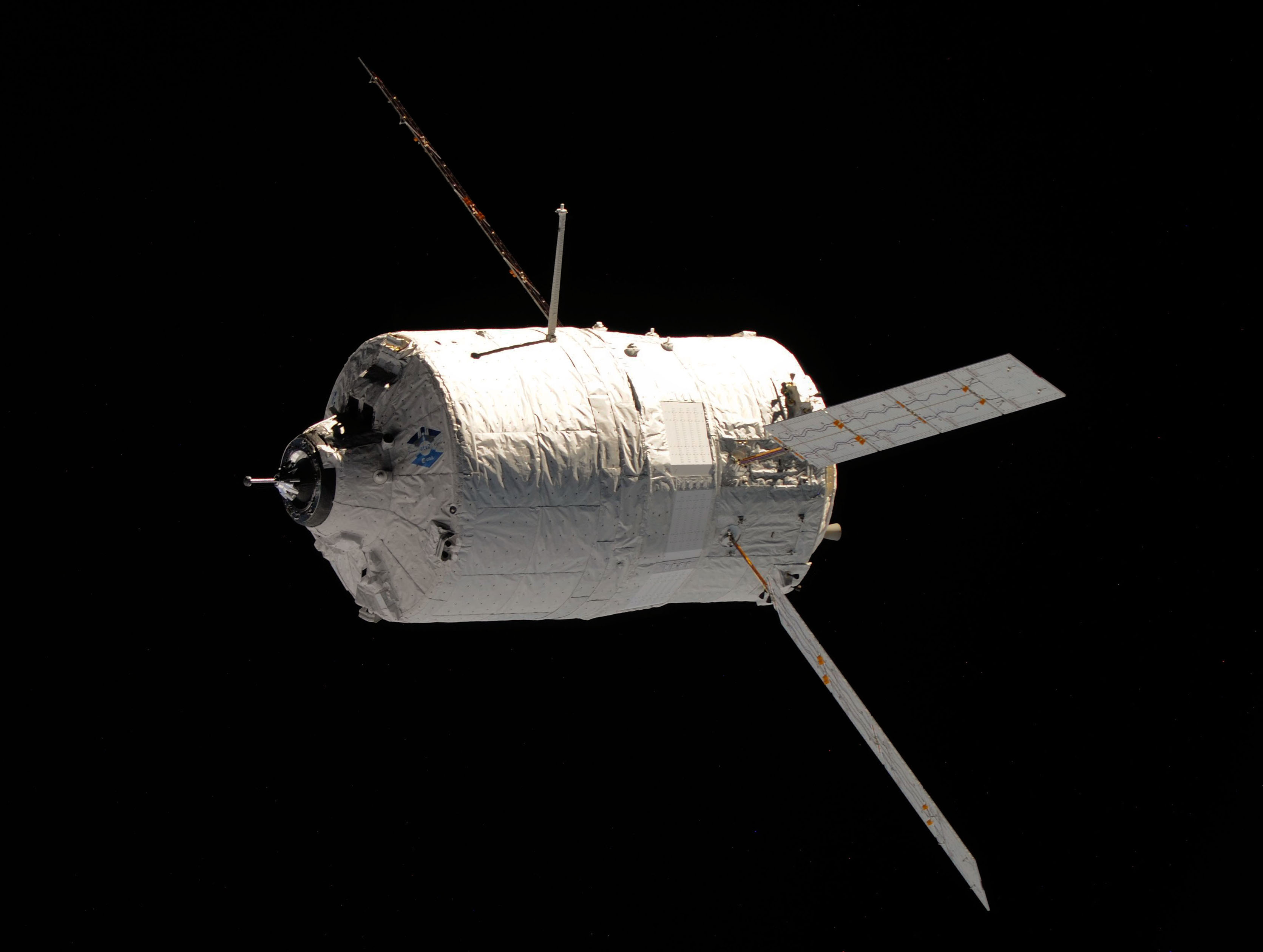
Vehículo de transferencia automatizado
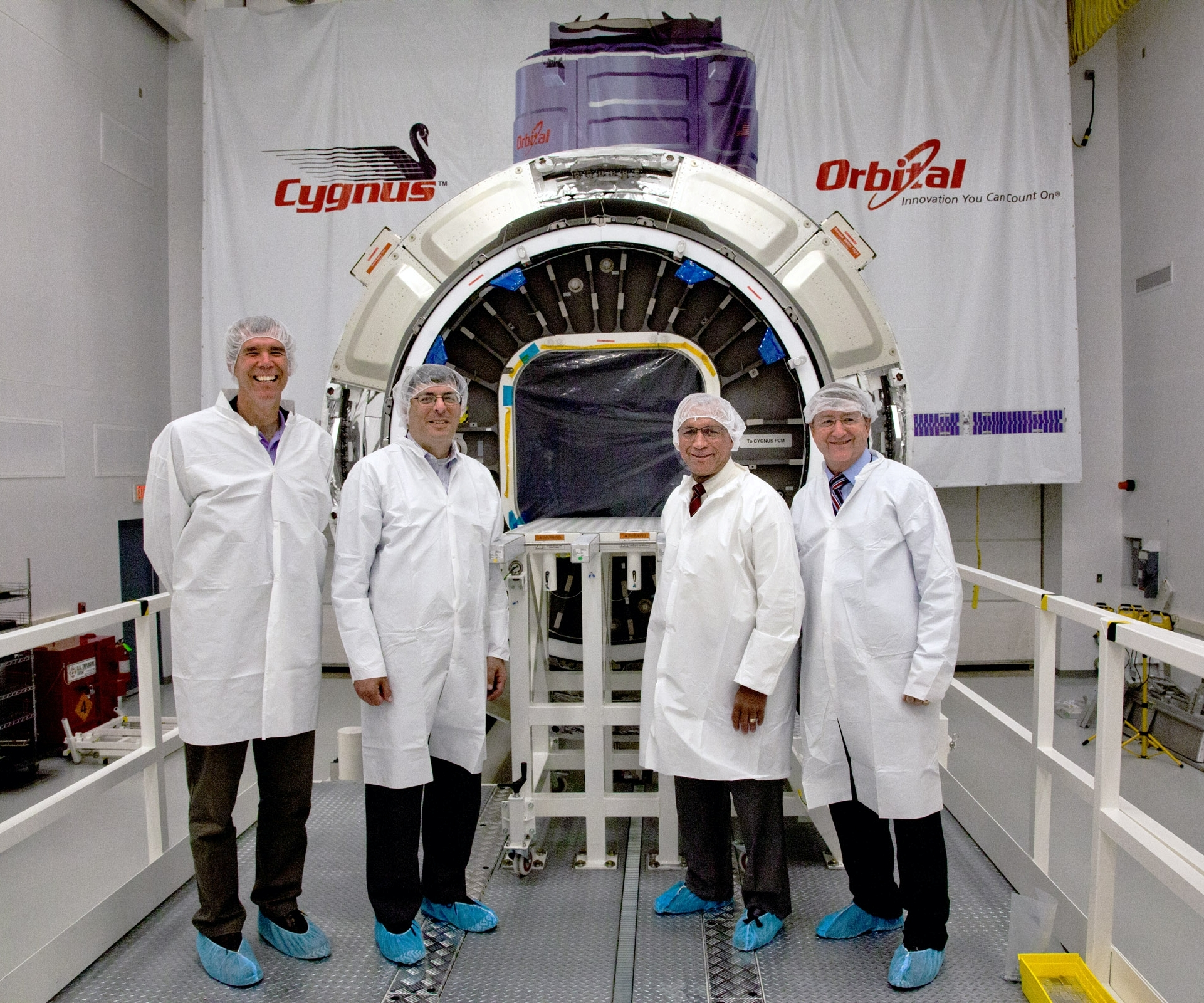
Buque presurizado para la nave espacial Cygnus.